# 南部政直
南部 政直（なんぶ まさなお）は、江戸時代前期の陸奥国盛岡藩の藩主一門。通称は彦九郎。

## 略歴
初代藩主・南部利直の次男（庶子）として福岡城（もとの九戸城）にて誕生。母は家老石井伊賀守直弥（なおみち、甲州譜代重臣、2500石）の妹の楽女（閑、岩、香林院）。
慶長18年（1613年）10月、花巻城代（2万石）となり、花巻城が改築された。元和6年（1620年）頃元服し、政直と名乗る。
寛永元年（1624年）、江戸へ向かう藩主一行が花巻城に宿泊をして酒宴を催した。この時に、岩崎城代・柏山伊勢守明助と政直が相次いで急死した。死因は、白磁徳利の酒に毒が入っていたためである。
かねてより、南部家一族は柏山明助が伊達政宗と内通しているのではないかと疑いを持っており、花巻城にて毒殺することを画策した。藩主・南部利直は、花巻城に柏山を突然呼び出し、伺候した柏山に利直は、御前での盃頂戴の儀式を伝えた。訝しく思いながらも謹んで賜る旨を言上したので、利直はまずは政直に盃を飲むようにいい、政直はわかっていたがこれを口にし、その盃を柏山に回した。
法名は海潮院殿天巌宗青大居士。墓所は花巻市宗青寺。

## 参考資料
- 宗青寺お寺の歴史